# Khanom chin
I Khanom chin (in thailandese ขนมจีน, [kʰā.nǒm t͡ɕīːn]; trascritto anche khanohm jeen) sono degli spaghettini freschi fatti con riso fermentato, tipici della cucina thailandese. Sono a sezione rotonda e fine, lunghi e abbastanza elastici. Hanno le loro origini nella cucina del popolo mon, presente in Thailandia con una folta comunità.

## Etimologia e nomi
Sebbene in thailandese khanom sia un nome che di solito si assegna ai dolci e chin significhi "cinese", questo tipo di noodle è originario del popolo mon, proveniente dalla Birmania, che tra il VI e l'XI secolo aveva governato i territori Dvaravati, che comprendevano buona parte dell'odierna Thailandia Centrale. La parola khanom chin è probabilmente derivata dalle parole mon Khohn ohm jin, che significa bollire due volte, mentre khanohm significa impasto. Un altro possibile significato della parola mon potrebbe descrivere il modo in cui questi noodle sono arrotolati quando vengono serviti.
Il nome khanom chin è  quello comunemente usato in Thailandia Centrale, mentre nel nord sono chiamati khanohm sen (ขนมเส้น). Nella parte meridionale dell'Isan prendono il nome nohm bpan jaw (นมปั่นเจ๊าะ). Il nome khaao bpoon (ข้าวปุ้น) è diffuso nella parte settentrionale dell'Isan e in Laos, dove a loro volta sono popolari. Nel sud della Thailandia il nome viene abbreviato no:hm jeen.

## Preparazione

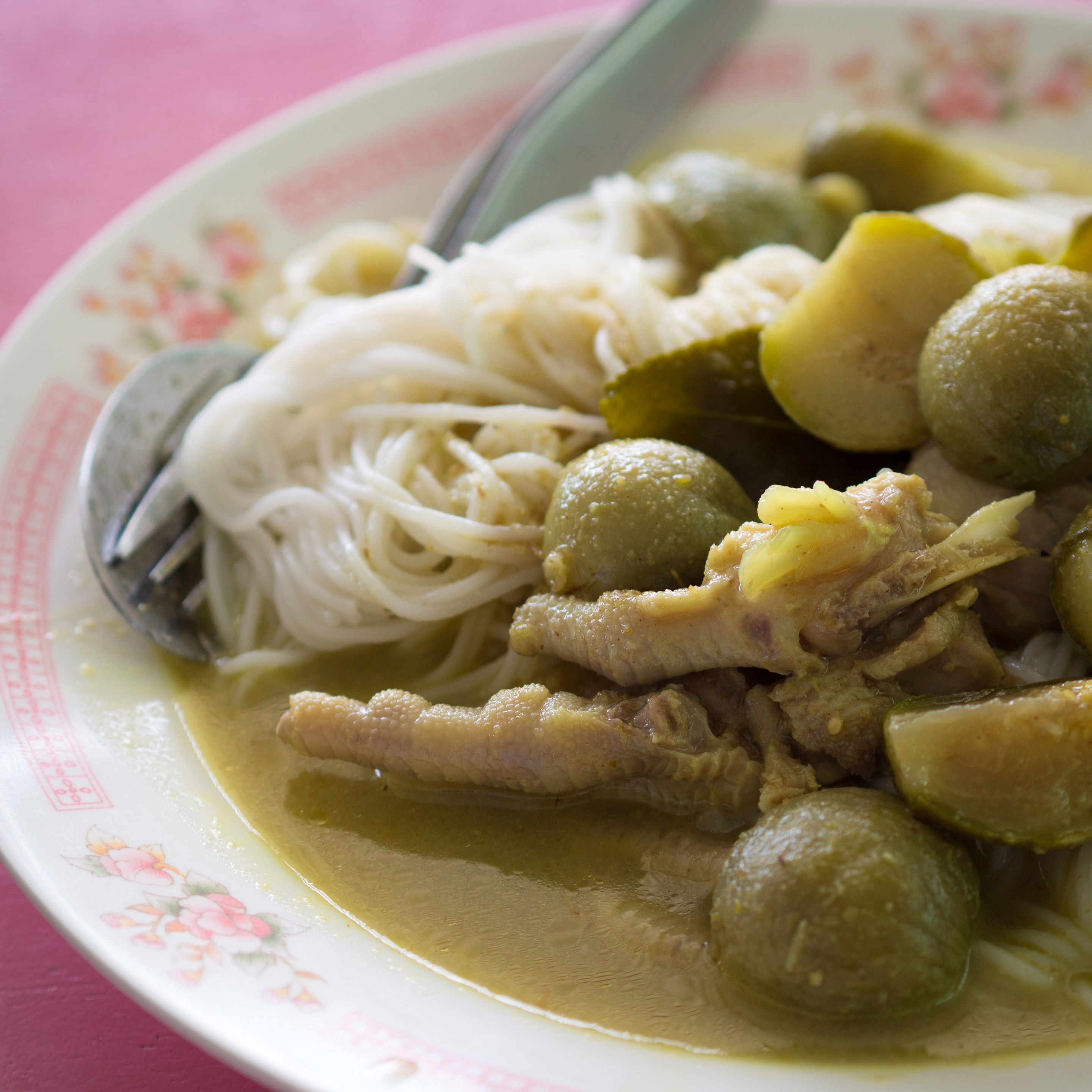
Khanom chin kai, con curry verde al pollo.

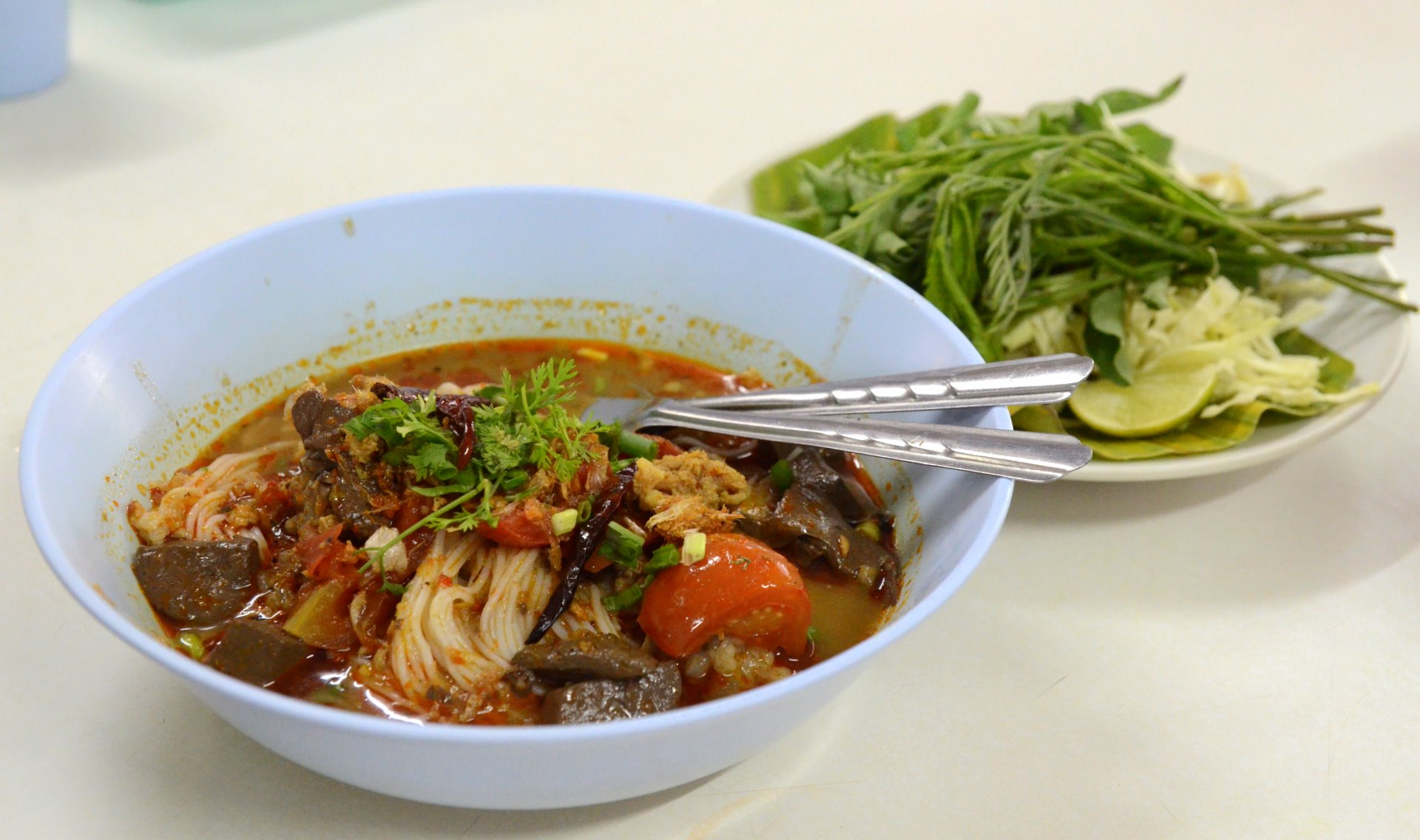
I khanom chin nam ngiao del nord con il contorno di verdure.

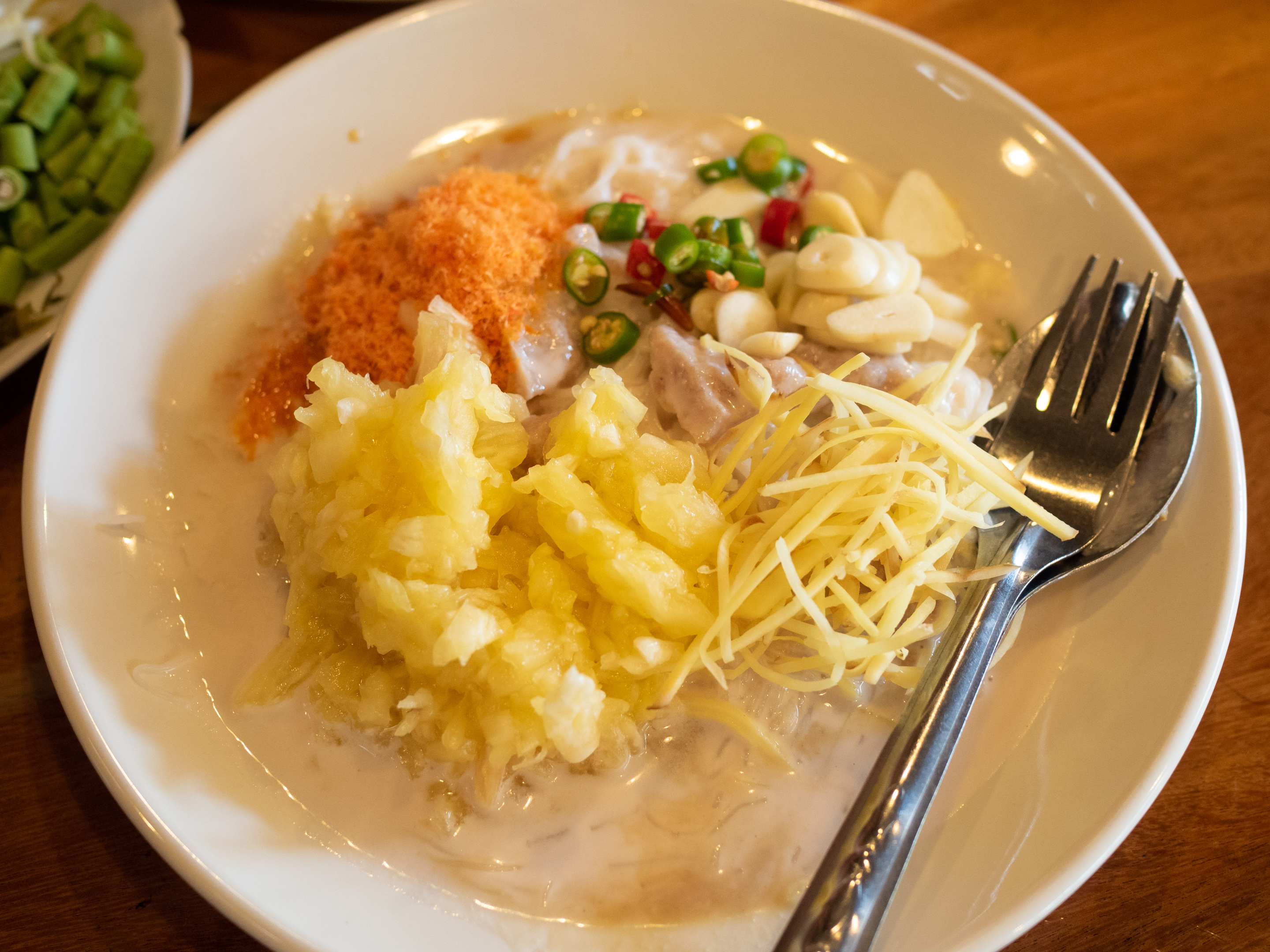
Khanom chin sao nam a Bangkok.

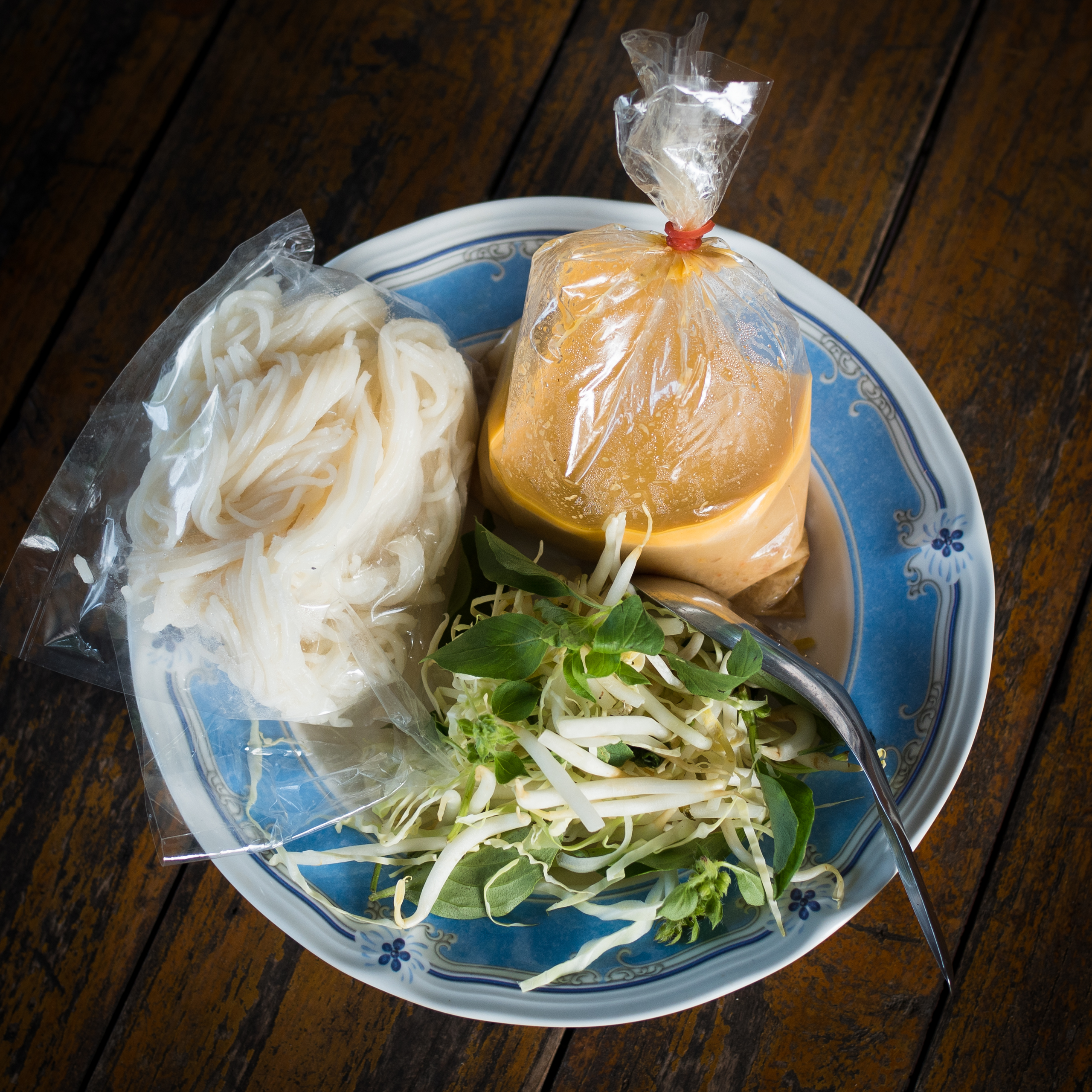
Khanom chin nam ya comprati al mercato.

Il processo di preparazione tradizionale è quello artigianale, si comincia con mescolare il riso all'acqua e il tutto viene lasciato a fermentare. Quando il riso diventa tenero ed è fermentato abbastanza si mette in un setaccio dai fori fini e si formano dei lunghi spaghettini schiacciandolo direttamente in una pentola di acqua bollente. Vengono quindi tolti dall'acqua e raccolti in matasse in attesa di essere venduti o consumati. Vista la loro veloce deperibilità, i khanom chin vanno consumati entro breve tempo dopo la cottura.

## Varietà
I principali tipi di khanohm jeen disponibili nei mercati thailandesi sono 2:
1. Khanohm jeen bpaaeng mak (ขนมจีนแป้งหมัก) – sono quelli tradizionali e più pregiati, hanno un gusto aspro che sa di noci, dovuto alla fermentazione che dura diversi giorni dell'amido di riso, che migliora la consistenza dei noodle e li rende leggermente marroni. I khanohm jeen completamente fermentati sono rari e si trovano soprattutto quando sono fatti a livello artigianale.
2. Khanohm jeen bpaaeng soht (ขนมจีนแป้งสด) – sono la varietà più comune, prodotta a livello industriale con amido di riso fresco non fermentato. Si devono al crescente consumo, che portò i produttori a usare amido non fermentato per diminuire i costi e aumentare gli introiti.

Vi sono inoltre altri tipi di khanom chin che si trovano più raramente:
- I dtuaa daawng daaeng (ตัวด้องแด้ง) sono più corti e più spessi, schiacciati in un setaccio a fori più grandi. Sono utilizzati in pietanze come l'insalata di papaya verde.
- Gli huaa gai ohk (หัวไก่โอก) sono pezzi di impasto strappato a mano e bolliti, utilizzati come sostituti del riso glutinoso
- Vi sono in commercio anche dei khanohm chin che vengono tinti in diversi colori e aromatizzati con diversi estratti come il cartamo, la curcuma, il tè verde, il pandanus ecc.

## Pietanze servite con i khanom chin
I khanom chin sono di solito serviti con piatti a base di curry o zuppe, mischiati nelle insalate, ma possono anche sostituire il riso bianco durante i pasti. Quando sono nei piatti al curry o nelle zuppe, sono serviti assieme a una vasta gamma di verdure fresche, scottate o fritte, sottaceti, uova sode e peperoncini secchi fritti. Per la facilità con cui vengono preparati, sono indicati per servire grandi gruppi, per esempio alle cerimonie nei templi buddhisti. Sono spesso preparati per le feste di matrimonio, il fatto che sono lunghi, bianchi ed elastici è un augurio di lunga durata dell'amore tra gli sposi.
 Zuppe, curry o salse vengono aggiunte sul piatto sopra ai khanom chin, che vengono messi freddi sul piatto per primi.
Di seguito alcuni dei piatti più popolari con i khanom chin:
- Khanom chin nam phrik, con una salsa di peperoncino e arachidi;
- Khanom chin kaeng kiao wan kai, con curry verde al pollo;
- Khanom chin nam ngiao, popolare in Thailandia del Nord e tra gli shan che vivono in Birmania orientale e nel sudovest della provincia cinese dello Yunnan, è un piatto piccante che si può fare con una zuppa o con il curry e ha un gusto aspro;[5][6]
- Khanom chin sao nam, insalata con latte di cocco, gamberi secchi pestati e ananas;
- Khanom chin tai pla, zuppa di pesce popolare nel sud del Paese;
- Khanom chin nam ya, letteralmente noodle con curry al pesce, è un piatto piccante al curry della Thailandia Centrale con pesce bollito, polpettine di pesce con i consueti contorni di verdure e uova sode.[7]

## Noodle simili di altri Paesi
Tra i noodle simili ai khanom chin in altri Paesi vi sono i seguenti:
- Mont di in Birmania
- Mi xian nello Yunnan in Cina
- Num banhchok in Cambogia
- bún in Vietnam
- Lo idiyappam indiano, tipico degli stati di Kerala e Tamil Nadu, è diffuso anche in Sri Lanka, Malesia, Singapore e Indonesia.